# Cryphia orthogramma
Cryphia orthogramma là một loài bướm đêm trong họ Noctuidae.